# Burgstall Frabertshofen
Der Burgstall Frabertshofen ist eine abgegangene Höhenburg in dem gleichnamigen und 1939 für den Truppenübungsplatz Hohenfels abgesiedelten Ortsteil Frabertshofen (Haus Nr. 12); die Wüstung Frabertshofen gehört nun zu dem oberpfälzer Markt Hohenfels im Landkreis Neumarkt in der Oberpfalz. Die Anlage ist durch das Bayerische Landesamt für Denkmalpflege als Bodendenkmal D-3-6736-0060 ausgewiesen.

## Beschreibung
Am westlichen Dorfende liegt in einem nach Norden abfallenden Bereich ein Ringwall von etwa 50 m Durchmesser, der aber bereits um 1938 gestört war. Die Stärke des Walles beträgt 8 m, seine Höhe bis zu 1,5 m. In der südlichen Ecke befindet sich ein kleiner Hügel, in dem ein Turm- oder Burghügel vermutet wird und auf dem noch zwei weitere Gebäude standen. Grabenartige Vertiefungen außen und innen am Wall werden auf Ausbesserungsarbeiten zurückgeführt.
Im königlich-bayerischen Urkataster von 1830 ist der Sitz Frabertshofen, der zuletzt als sog. „Schlößl“ bezeichnet wurde und dessen Keller als Bierkeller vom daneben liegenden Wirtshaus benutzt wurde, noch als Ringwallanlage am ehemaligen Wirtsgarten zu erkennen. 1833 brannten Sitz und Dorf Frabertshofen bis auf drei Häuser nieder. Aber selbst heute noch ist in der Wüstung die ehemalige Burganlage inklusive Häuserresten und Kellerfundamenten noch schwach im Bodenrelief zu erkennen.

## Geschichte
Frabertshofen wird 1242 als Frobrehteshofen erstmals urkundlich erwähnt, als sich die edelfreien Hager hier niederließen. Der Weiler Frabertshofen gehörte ursprünglich zur Burgherrschaft Hohenburg und 1330 werden hier die Hager als Ministerialengeschlecht der Hohenburger angenommen. Der letzte der Hager, ein Hans Hager zu Frabertshofen, Pfleger von Auburg, verkaufte 1564 seinen dortigen Besitz wegen hoher Verschuldung unter Bischof Veit von Fraunberg für 2200 rheinische Gulden an das Hochstift Regensburg.